# Andrea Ferrara
Andrea Ferrara (* 11. November 1882 in Tursi; † 1. Juli 1954 in Rom) war ein italienischer Jurist.
Vom 12. November 1947 bis 11. November 1952 war er der erste Präsident des Obersten Kassationsgerichtshofs der Italienischen Republik. 1947 wurde er außerdem Kabinettschef des Justizministeriums und Leiter einer Kommission zur Reform der Zivilprozessordnung. Sein Schwerpunkt als Rechtswissenschaftler lag auf dem Wirtschaftsrecht.
Am 29. November 1952 wurde er mit dem Großkreuz des Verdienstordens der Italienischen Republik ausgezeichnet.

## Publikationen
- Linee fondamentali della riforma del Codice di procedura civile (decreto legislativo 5 maggio 1948 n. 483). Ed. Scientia Italica, Rom 1948.